# Gundoald de Asti
Gundoald (n. cca. 565 – d. 616) a fost un nobil din Bavaria, aparținând familiei conducătoare a Agilolfingilor, fiind fiul ducelui Garibald I cu Walderada; el a devenit duce de Asti pe undeva în jurul anului 589. 
În anul 588, sora mai mare a lui Gundoald, Theodelinda a fost logodită cu Authari, regele longobarzilor. Alianța matrimonială preconizată venea să preîntâmpine o invazie a francilor, în 589. Theodelinda și Gundoald au fugit amândoi în Italia. Acolo, Theodelinda s-a căsătorit cu Authari în luna mai, în vreme ce Gundoald a fost învestit cu ducatul de Asti și totodată cu mâna nepoatei regelui Wacho al longobarzilor. Cu aceasta, el a avut doi copii, Gundpert și Aripert, cel din urmă ajungând rege mai târziu, în 653, primul monarh al longobarzilor din ramura lui Gundoald a dinastiei bavareze.
Gundoald a fost ucis accidental de către o săgeată în 616.